# همتارو
همتارو (باليابانية: とっとこハム太郎، بالروماجي:  Tottoko Hamutaro) (تنطق: توتوكو همتارو) (بالإنجليزية: Hamtaro)، هي سلسلة مانغا يابانية أنتجت إلى مسلسل أنمي تلفزيوني ياباني من قبل استوديو طوكيو موفي شينشا عام 2000، تدور حلقاته عن هامستر صغير لونه أبيض وبرتقالي يعيش مع مالكته لورا، طالبة في الصف الخامس.
طول همتارو 8.6 سم وهو من مواليد السادس من شهر أغسطس، برجه هو الأسد. إشتهر في الوطن العربي له 5 أجزاء مدبلجة تمت دبلجتها من خلال مركز الزهرة.

## القصة
تدور أحداث القصة حول هامستر صغير يدعى همتارو يعيش في بيت مالكته لورا. بعد انتقال عائلة لورا إلى منزل جديد، إلتقى همتارو بالهمستر أكسنارف، بعدها ببوسو، ويقررو تكوين ناد للهمسترات. وهنا تبدأ المغامرات حيث تنضم هامسترات جدد للنادي ويعيشون مغامرات جميلة.

## أغنية المسلسل
هل تعرفون من هو همتارو.......
مخلوق حلو صغير همتارو........
يعيش في بيت صغير ......
يدور في دولاب خفيف.........
هل تعرفون من هو همتارو.......
الأصدقاء يحبون همتارو وبالإخاء يبادرهم همتارو...
تذكروا دوما يا أطفال........
بالتعاون نحقق المحال .......
هل تعرفون من هو همتارو......

## الأبطال
- همتارو:البطل في هذا البرنامج مؤدي الصوت بالعربية : فاتن عيدو (في همتارو الأربع الأجزاء) - جهينة نعيم (في همتارو الجزء الخامس)
- أوكسنارد:لونه رمادي ويحمل دائما بذرة دوار الشمس.
- بوسو:قائد الهامستر وشكله خشن مؤدي الصوت بالعربية :زياد الرفاعي ـ أيمن السالك تكميلا للدور
- هاودي:يرتدي عبائة حمراء ودائما يلقي طرائف مملة. هو من مواليد 18 من شهر فبراير طوله 8.5 سم برجه هو الدلو
- دكستر:حسن السلوك ودائما يكره هاودي.
- كابو:خجول ودائما يضع وعاء على رأسه.
- بيجو:بيضاء ناصعة ذو شرائط زرقاء انتقلت مؤخرا من فرنسا.
- بينبي:صغيرة لا تعرف الكلام ودائما في خطر.
- ياسمينة:لها وشاح، تعتني دائما ببنبي.
- ماسكول:المثقف بينهم، يحب قراءة الكتب.
- ساندي:مخخطة، رياضية ورشيقة وتحب الجري.
- سنوزر:على الرغم من نومه المستمر فإنه يستيقظ لإعطاء النصائح. هو من مواليد 14 من شهر يناير طوله 8.5 سم برجه هو جدي
- باندا:جرئ ولكنه دائما تضع خطط للمشاكل. هو من مواليد 8 من شهر أبريل طوله 8.8 سم برجه هو الحمل

## توسع النادي
- بعد إنشاء النادي انضم الأعضاء بمفردهم. لكن وكما حصل مع بيجو لقد أنقذت من قفصها.وتم توسيع النادي عدة مرات وتم تغير شكله.

## الممثلون
- سمر كوكش - لورا, كابو, سنوزر, سالي, راجا
- فاتن عيدو - همتارو, بينبي
- بثينة شيا - أوكسنارد, ساندا, رافي
- آمال سعد الدين - ديكستر, باندا, ستان, أم لانا, جود, ميمي
- أنجي اليوسف - أم لورا, باشمينا, ماسكول, بيبر
- زياد الرفاعي - أب لورا, بوسو
- فاطمة سعد - لانا, بيجو, هاودي, جنكل, فيفي
- عادل أبو حسون - معلم لورا, أب لانا, الجد

## وصلات خارجية
- همتارو على موقع IMDb (الإنجليزية)
- همتارو على موقع ديسكوغز (الإنجليزية)